# Черск (Мазовецкое воеводство)
Черск (деревня) (пол. Czersk (wieś))  —  деревня  в Польше, входит в Мазовецкое воеводство,  Пясечинский повят.  Население 590 человек.
Тройден І в 1310 году получил в удел Черск над Вислой, которым владел в течение трех лет до смерти своего отца князя мазовецкого Болеслава II.

## Достопримечательности
- Руины замка князей мазовецких XIV века.
- Костёл XIX века.
- Археологическая экспедиция под руководством Вальдемара Оссовского, работавшая в Черске над Вислой, исследовала обломки старого крупного речного судна, найденные в старом русле реки Вислы. Размер корпуса судна — 30 м в длину и 7 м в ширину. Метод дендрохронологии указывает на то, что деревья, использовавшиеся для постройки судна были срублены в конце XV века[1].

## Галерея

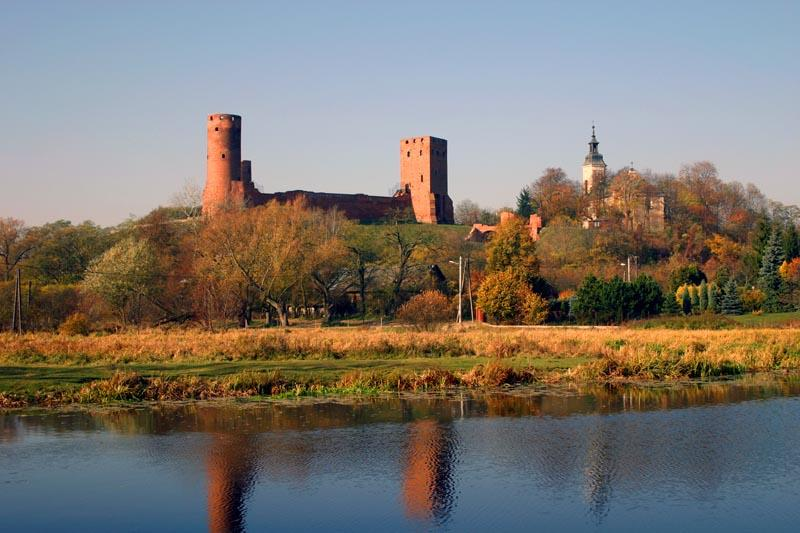
Панорама замка
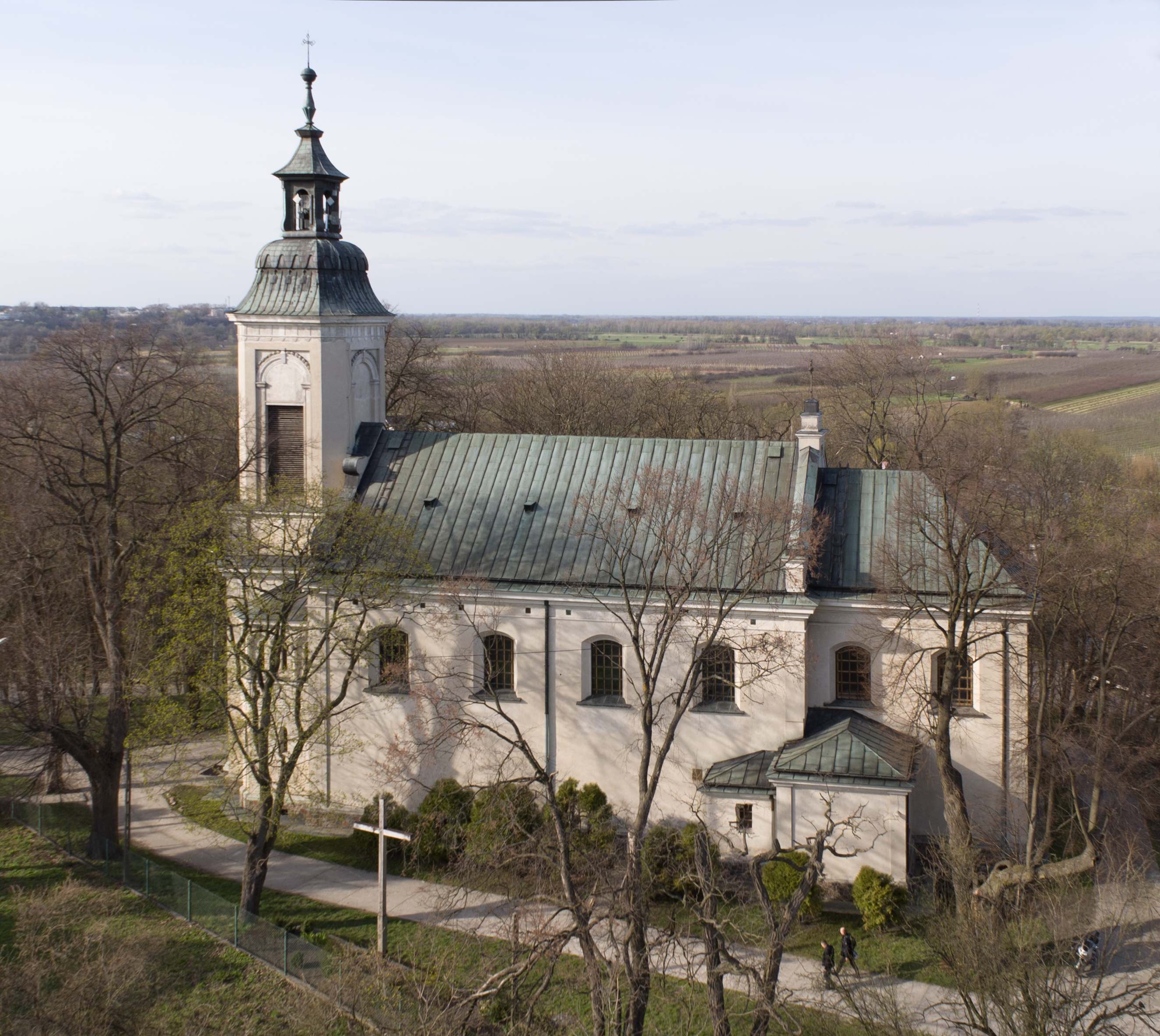
Костёл
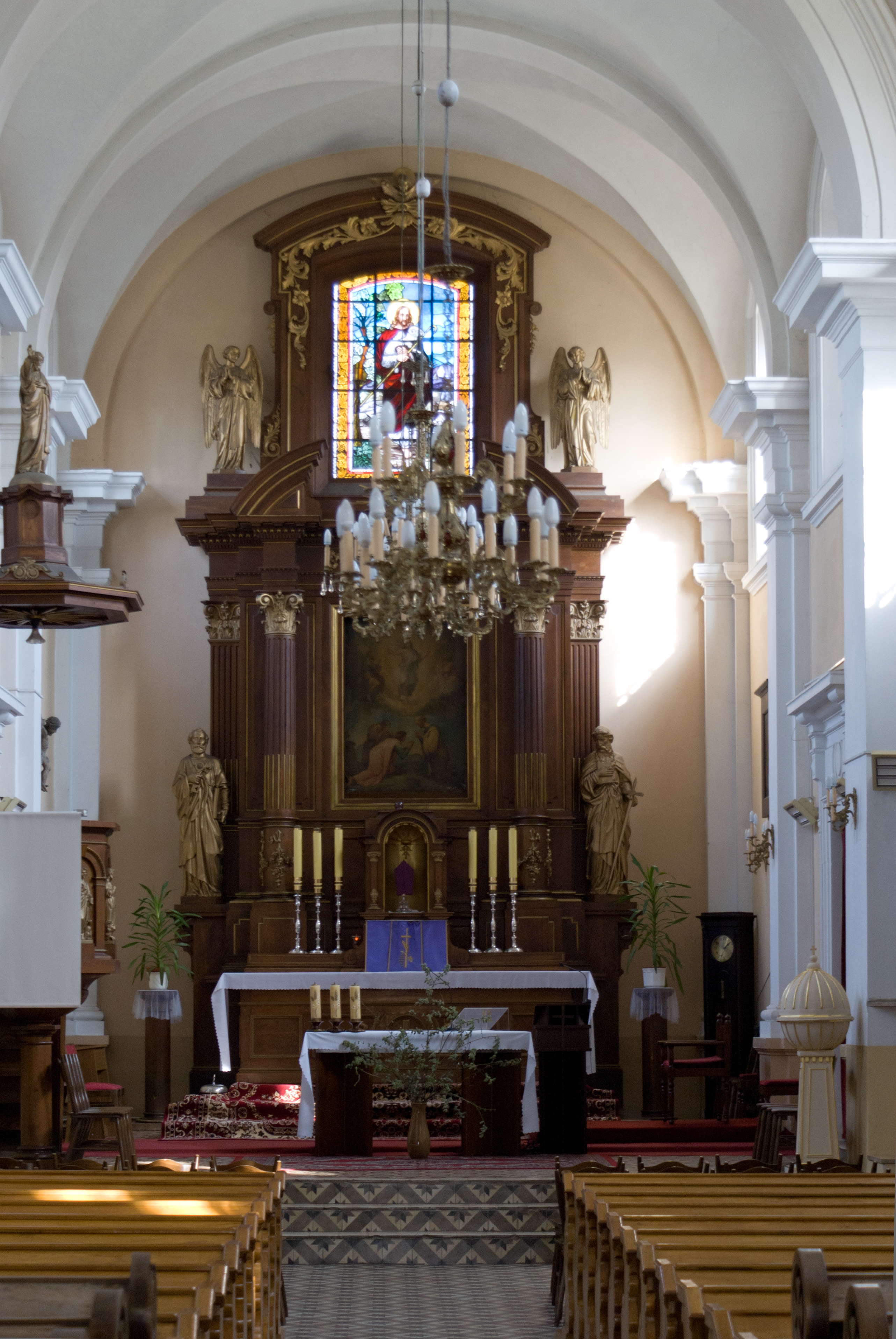
Алтарь костёла